# Bahà'u'llàh

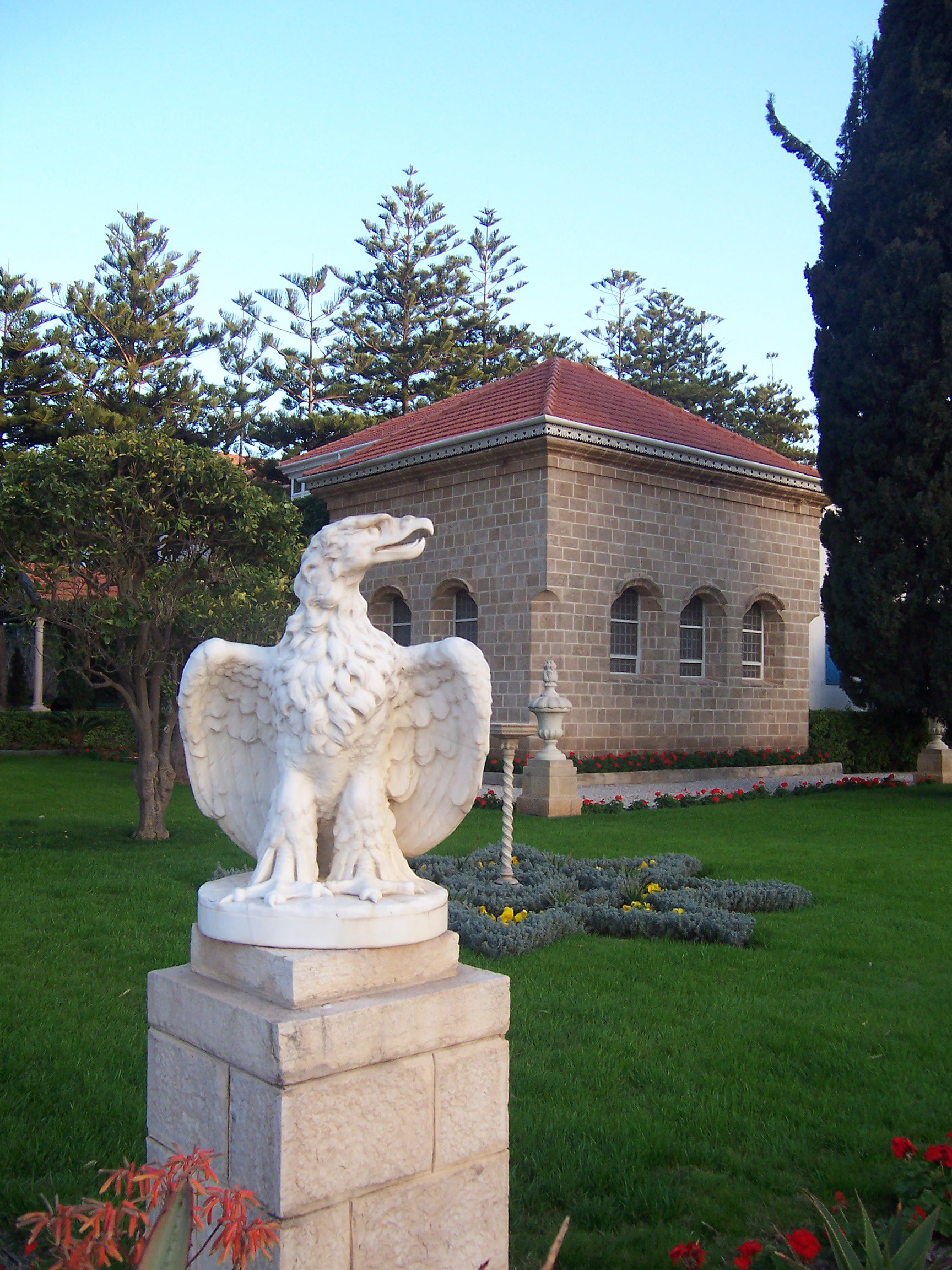
Santuari de Bahjí (Sant Joan d'Acre, Israel-Palestina), on es troba el sepulcre de Bahà'u'llàh

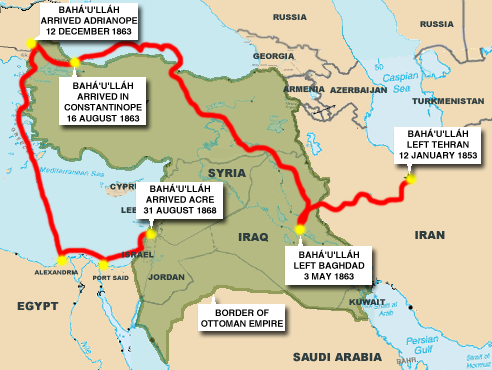
Viatges de Bahá'u'lláh

Bahà'u'llàh (nascut amb el nom persa: میرزا حسینعلی نوری, Mirza Husayn Ali Nuri; Teheran, 12 de novembre de 1817 – Acre, 29 de maig de 1892) és, segons els bahà'í, la manifestació de Déu en aquesta època. El seu nom vol dir ‘la Glòria de Déu’ o ‘l'Esplendor de Déu’. La seva religió pren el seu propi nom i és coneguda generalment en persa com Amr-i Baha'i (‘Causa bahà'í’) o Amr-i Allah (‘Causa de Déu’). Els seus deixebles li van donar els noms de Djamal-i Mubarak (‘la Bellesa Beneïda’) i Djamal-i Kidam (‘l'Antiga Bellesa’).
Va néixer a Teheran, Iran, el 12 de novembre de 1817, fill de Mirzà Buzurg-i-Núrí (un reconegut ministre del govern del xa de Pèrsia). Segons ell mateix confessa, no va estudiar mai. Els bahà'í afirmen que durant la seva infància era conegut per la seva saviesa i que fins i tot el clergat islàmic xiïta cercava sovint el seu consell.
Bahà'u'llàh va acceptar la fe babí el mateix any de la seva revelació (1844) (any en què alguns grups cristians, com els adventistes, esperaven la tornada de Jesucrist), i va esdevenir un dels seus més forts defensors. Segons va afirmar el mateix Bahà'u'llàh, va ser a la presó del Pou Negre, situada als soterranis del Palau del Governador, i on compartia presó amb lladres i altres malfactors, on va tenir una experiència mística que el va empènyer a creure que tenia una missió religiosa per dur a terme. Explica que les cadenes li feien mal i no el deixaven dormir, i llavors va sentir una veu que li deia «Nosaltres t'ajudarem per mitjà de tu mateix i de la teva ploma; no tinguis por de res, que estàs segur. Aviat Déu aixecarà els tresors de la terra, és a dir, dels humans, que et donaran socors per amor a tu i al teu nom, pel qual Déu revifa el cor dels savis». Després de sortir de la presó se li van confiscar els béns i fou enviat a l'exili amb la seva família a l'Iraq, on la seva influència entre els exiliats babis no va parar de créixer mentre que la del seu germanastre Mirza Yahya (anomenat Subh-i Azal pel Bab) disminuïa.
Del 1854 al 1856 va visitar el Kurdistan, on va viure com un dervix a la rodalia de Sulaymaniyya. De retorn a Bagdad, la seva influència va esdevenir dominant i el govern persa va haver de demanar el seu trasllat a Constantinoble. El Bab (fundador de la fe babí) havia declarat que el seu principal objectiu era preparar la gent per a l'acceptació d'una altra manifestació de Déu per a tota la humanitat, que apareixeria poc després d'ell.
A partir d'agost de 1863 va ser a Constantinoble, i a Adrianòpolis el desembre. En aquesta darrera ciutat va fer pública la seva missió profètica, i va enviar cartes a nombrosos sobirans fent-ne l'anunci i convidant-los a donar-li suport. Ja la major part dels babis s'havia declarat al seu favor, però alguns incidents amb la minoria que seguia a Mirza Yahya van aconsellar al govern otomà d'enviar-lo exiliat a Acre juntament amb els seus seguidors (anomenats bahà'í), mentre els altres (anomenats ara azalis) eren enviats a Xipre. Va arribar a Acre l'agost del 1868 i va romandre'n empresonat a la ciutadella fins al 1877; després se li va permetre instal·lar-se en una casa de camp a Mazra'a.
Entre el 1871 i el 1874 va escriure el llibre fonamental de la seva religió: el Kitab-i Akdas (‘El llibre més sant’). El 1880 es va poder instal·lar a Bahdji, prop d'Acre, on va morir el 29 de maig de 1892.

## Fotografies de Bahà'u'llàh
Hi ha dues fotografies conegudes de Bahà'u'llàh, totes dues fetes a Adrianòpolis, les còpies de les quals es troben al Centre Mundial Bahà'í. Es mostra una imatge als bahà'ís durant les visites als Arxius Internacionals com a part d'un pelegrinatge bahà'í organitzat; també es pot mostrar en determinades altres ocasions especials molt significatives. L'altra imatge va ser reproduïda per William Miller en la seva polèmica de 1974 en contra la Fe Bahá'í.

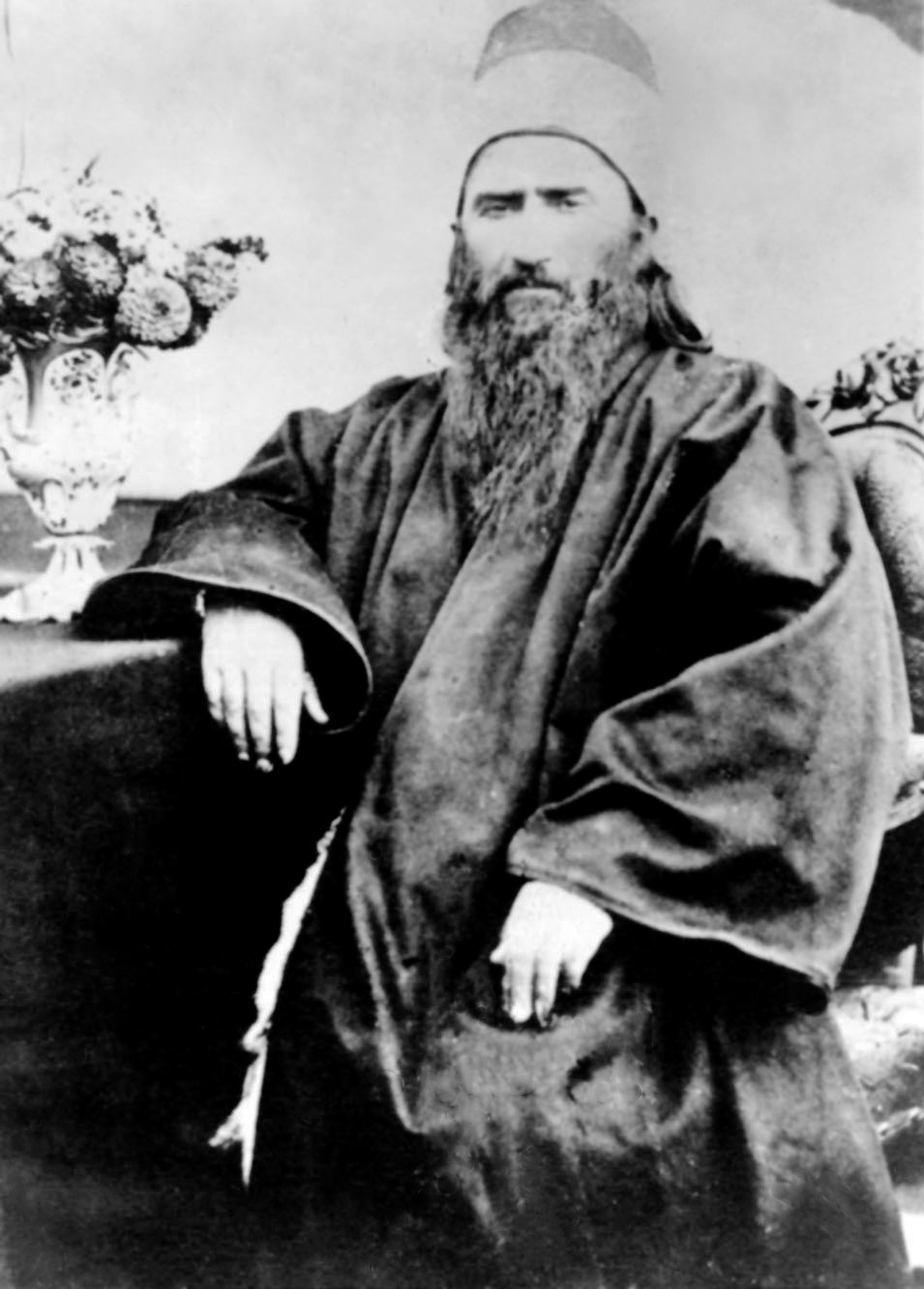
Foto de Bahàʼu'lláh feta a Adrianòpolis el 1868.

Els baha'is eviten mostrar fotografies o imatges de Bahà'u'lláh en públic o a casa seva, i prefereixen que altres també eviten mostrar-les en llibres i llocs web. La mateixa pràctica s'aplica a les imatges o representacions dramàtiques de qualsevol persona considerada com una Manifestació de Déu. La posició oficial bahà'í a les fotografies va ser escrita per Shoghi Effendi el 1939:
| « | No hi ha cap objecció que els creients miren la imatge de Bahàʼu'lláh, però haurien de fer-ho amb la màxima reverència i tampoc haurien de permetre que s'exposi obertament al públic, fins i tot a les seves cases particulars. | » |

Pel que fa a la seva aparició als llocs web, el Centre Mundial Bahá'í va escriure el 1999:
| « | Per als bahà'ís, la fotografia de Bahà'u'lláh és molt preciosa i no només s'ha de veure, sinó també tractar-la amb la deguda reverència i respecte, cosa que no és el cas aquí [en un lloc web no bahà'í]. Per tant, és realment inquietant per als bahà'ís que la imatge de Bahà'u'lláh es tracti d'una manera tan irrespectuosa. Tanmateix, com que el creador del lloc no és un bahà'í, hi ha poc, si no res, que es pot fer per abordar aquest tema. Esperem que aquests comentaris hagin estat d'ajuda. | » |

## La seva família
Mīrzā Ḥusayn-ʿAlī Nūrī va néixer a Teheran (Iran), el 12 de novembre de 1817 (2n dia del mes de Muhàrram l'any 1233 dC), en una família acomodada de l'aristocràcia iraniana, posseïdora de vastes propietats, i reclamant descendència de les dinasties regnants de l'antiga Pèrsia imperial preislàmica.

### El seu pare

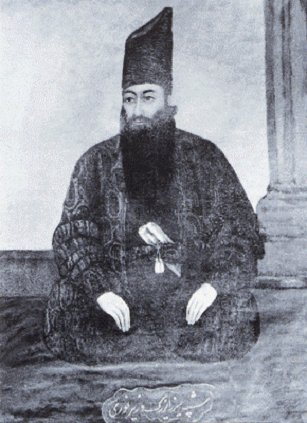
Mirzá 'Abbás-i-Núrí

El seu pare Mīrzā'abbās-I Nūrī (ميرزا عباس نوري), més conegut com a Mīrzā Buzurg, era fill de Mīrzā Riḍā-Qulī Big, fill de Mīrzā'abbās ḫān Karbilā'ī, fill de Big-ḫān Karbilā'ī, ḫādī ḍā'ī, ḥād-ḍā-Qulī Big, fill d'āqā muḥammad-'alī, fill d'Āqā Faḫr (n. 1618), fill de Šahrīyār-Ḥasan.
Va ser conegut per la qualitat de la seva cal·ligrafia i va servir com a visir d'Imam-Virdi Mírzá, el dotzè fill de Fat·h-Alí Xah Qajar (1771–1834), que era el cap del clan Qajar. Mírzá Buzurg va ser nomenat posteriorment governador de Barudjird i Lorestan. El seu negoci va prosperar fins a la mort de Fatḥ-'Alí i l'ascens al tron el 1834 de Muhammad Xah Qajar (1810–1848). Aleshores va patir l'animositat del visir Ḥájí Mírzá Áqásí, les accions del qual havia criticat, va perdre el seu càrrec així com la majoria de les seves immenses possessions, i després va decidir retirar-se a l'Iraq. Allà va morir l'any 1839 i va ser enterrat al Vádí-al-Islám de Najaf, on es troba la tomba d'Alí ibn Abi-Tàlib.
Mírzá Buzurg va tenir set dones, incloses tres concubines, i almenys 15 fills. La seva segona esposa es deia Khadíjih Khanum i era la mare de Mírzá Ḥusayn-'Alí Núrí, més coneguda com Bahá'u'lláh. Una de les seves concubines, anomenada Kútxik Khánum, era la mare de Mírzá Yaḥyá Núrí, a qui el Bab va designar com a successora amb el títol de Subh-i Azal (1831–1912, «Alba de l'eternitat»). Aquests dos germanastres es van convertir en figures importants del babisme i la seva oposició va crear un cisma dins d'aquest moviment entre els seus partidaris, anomenats respectivament «baha'i» i «azalis».

### Els seus fills
Mírzá Ḥusayn-'Alí Núrí va tenir 14 fills de les seves tres dones i cap de cap concubina. Es va casar d'acord amb les lleis i els costums de la societat del seu temps, abans que la bigàmia (que es va convertir en monogàmia en la pràctica bahá'í posterior) fos ordenada al Kitáb-i-Aqdas.
La seva primera esposa, Ásíyih Khánum (آسیه خانم, ca. 1820 – 1886), era filla d'un noble persa, Mírzá Ismá'íl-i-Vazír, i es va casar amb Bahá'u'lláh a Teheran segons la llei islàmica el setembre-octubre del 1835. Bahá'u'lláh la va anomenar Navváb i va declarar que era «la seva esposa per l'eternitat en tots els mons de Déu». De la seva unió van néixer 7 fills, dels quals només 3 van arribar a l'edat adulta: 'Abbás Effendi (1844–1921), que prendrà el govern de la comunitat després de la mort del seu pare, sota el títol d'Abdu'l-Bahá: 'Servent de Bahá'), Bahíyyih Khánum (1846–1932) i Mírzá Mihdí (1848–1870).

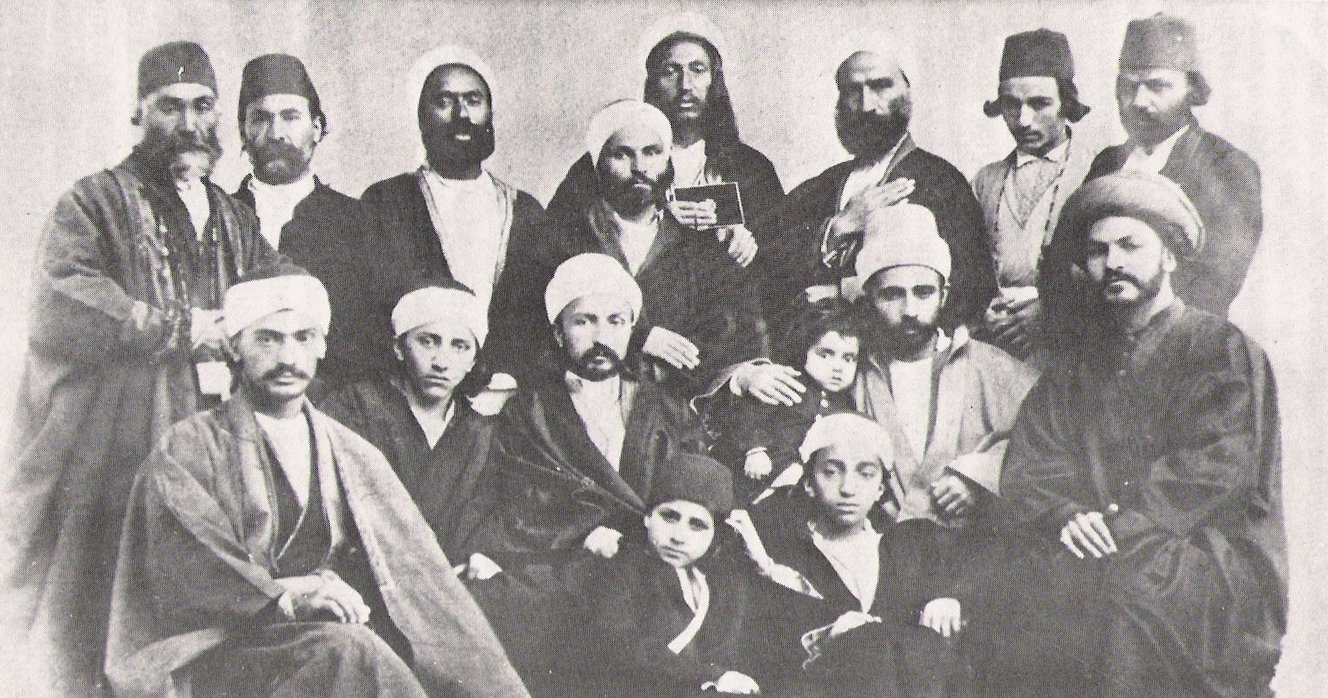
Fotografia de tres fills de Bahá'u'lláh ('Abbás Effendi, Mírzá Mihdí i Mírzá Muḥammad-'Alí) amb els seus companys cap al 1868 a Adrianòpolis

La seva segona esposa, Fáṭimih Khánum (1828–1904), més coneguda com a Mahd-i-'Ulyá, era cosina seva i es va casar amb ell a Teheran el 1849, quan eren babs. De la seva unió van néixer 6 fills, dels quals només 4 van arribar a l'edat adulta: Samadíyyih (filla morta el 1904–1905), Mírzá Muḥammad-'Alí (1852–1937), Ḍíyá'u'lláh (filla 1864–1898) i Badí'u'lláh (1868–1950).
Es va casar amb la seva tercera dona, Gawhar Khánum, a Bagdad, un temps abans que declarés la seva missió, i ella només va tenir una filla, Fúrú gh íyyih.

### Entorn històric
El segle xix a Pèrsia és un període de profunds canvis materials, polítics i socials. La dinastia Qajar, fundada el 1794, va aconseguir restablir la unitat nacional i va iniciar reformes per modernitzar el país sota la pressió de Rússia al nord i de Gran Bretanya a l'est, que s'oposaven amb el «Gran Joc», geoestratègia per al domini de la regió.
Amb l'ascens al poder dels qajars, els comerciants del Basar (bazarís) i els clergues xiïtes dotzès (ulemes) van adquirir influència i poder dins d'una societat que va romandre feudal i impregnada de clientelisme, nepotisme i corrupció.
L'any 1844 (1260 de l'Hègira) va veure l'aparició d'un moviment religiós mil·lenari i reformador, el babisme (en persa: بابی ها, Bábí há), fundat per un jove comerciant de Siraz anomenat Siyyid Mírzá 'Alí Muḥammad Sh írází (1819–1850) i anomenat Báb (en àrab «la porta»). Aquest va ser declarat Al-Qà'im, anunciat en les tradicions islàmiques i esperat pels musulmans abans del «Dia de la Resurrecció i del Judici» per regenerar i fer triomfar l'islam. Percebut al principi com un simple intent de reformar la societat, el seu missatge després va resultar ser el naixement d'una nova religió independent de l'islam i es va estendre com un foc de praderia per Pèrsia, afectant tots els estrats de la població, des del camperol més humil fins a l'erudit més eminent.
Els clergues xiïtes no van tolerar aquest desafiament a la seva autoritat i poder, i van pressionar el gran visir Ḥájí Mírzà Áqásí perquè suprimissin aquest moviment i exiliés el Bab a l'Azerbaidjan a les fortaleses de Máh-kú (1847–1848) i després Chihríq (1848–1850). Aleshores els bàbis van aixecar «la pancarta negra» de la «guerra santa» a Khorasan, però van ser derrotats després d'un any de setge al mausoleu fortificat de Shay Ṭabarsí (1848–1849) a Mazandaran. Noves rebel·lions a les províncies de Fars i Zanjan van decidir que el gran visir Mírzá Taqí Khán (1807–1852) ofegués la revolta en sang i que el Báb fos afusellat al pati de la caserna de Tabriz.
L'intent d'assassinat del rei persa Náṣiri'd-Dín-Sháh Qájár (1831–1896) per part de tres bábis va ser el senyal d'una repressió salvatge i generalitzada, sota la mirada consternada dels soldats i diplomàtics occidentals que van presenciar els fets. La comunitat Babí va ser pràcticament exterminada, i aquells babis que van escapar de la mort o la presó van ser forçats a l'exili o a amagar-se.